# Christian Mileta
Christian Mileta (* 5. November 1954 in Ruhland) ist ein deutscher Althistoriker.
Mileta studierte zwischen 1975 und 1980 Byzantinistik, Geschichte sowie Alte Geschichte an der Humboldt-Universität zu Berlin, wichtigster akademischer Lehrer war hier Heinz Kreißig. Danach war er von 1980 bis 1993 wissenschaftlicher Mitarbeiter am Zentralinstitut für Alte Geschichte und Archäologie der Akademie der Wissenschaften der DDR, nach der Wende der Berlin-Brandenburgischen Akademie der Wissenschaften in Berlin. 1983 war Mileta mehrere Monate als Gastwissenschaftler an der Russischen Akademie der Wissenschaften in Moskau. 1985 wurde er bei der Zeitschrift Klio verantwortlicher Mitarbeiter für den Rezensionsteil und blieb in dieser Position bis 1991. 
Die Promotion erfolgte 1988 an der Berliner Akademie mit einer Dissertation zum Thema Pergamon nach dem Aristonikosaufstand. Untersuchungen zur Geschichte und zur Verwaltung des späten Attalidenreiches und der frühen Provinz Asia. Nachdem nach der Wende die Berliner Akademie neu strukturiert wurde, wurde Mileta wissenschaftlicher Mitarbeiter beziehungsweise Lehrbeauftragter am Althistorischen Seminar des Friedrich-Meinecke-Instituts der Freien Universität Berlin. 1996 weilte er mehrere Monate als Assistent von Christian Habicht am Institute for Advanced Study in Princeton, 1999/2000 erneut für mehrere Monate als Junior Fellow am Center for Hellenic Studies in Washington, D.C.
2005 wechselte Mileta ans Institut für Altertumswissenschaften der Universität Halle-Wittenberg, wo er wissenschaftlicher Mitarbeiter von Andreas Mehl im Teilprojekt Vom hellenistischen Herrscherkult zum römischen Kaiserkult. Die kultische Verehrung Roms durch die Griechenstädte Kleinasiens (195–29 v. Chr.) des Schwerpunktprogramms 1080 der Deutschen Forschungsgemeinschaft zur Römischen Reichsreligion und Provinzialreligion wurde. 2006 habilitierte er sich in Halle mit der Arbeit Der König und sein Land. Untersuchungen zur Herrschaft der hellenistischen Monarchen über das königliche Gebiet Kleinasiens und seine Bevölkerung. Im Anschluss daran wurde Mileta 2007 Privatdozent und wissenschaftlicher Mitarbeiter des Teilprojektes Die Bedeutung der neuen Poleis für die Hellenisierung des kleinasiatischen Binnenlandes des DFG-Schwerpunktprogramms 1209 Die hellenistische Polis als Lebensform. 2011 wurde er in Halle zum außerplanmäßigen Professor ernannt. Von 2016 bis 2018 war er Lehrstuhlvertreter an der Universität Innsbruck.
Mileta beschäftigt sich vorrangig mit der Geschichte der hellenistischen Zeit, der Geschichte der Römischen Republik, den Beziehungen zwischen dem Römischen Reich und dem östlichen Mittelmeerraum, der antiken Wirtschafts- und Sozialgeschichte, der antiken Sklaverei sowie der antiken Geschichte der Religion.

## Schriften (Auswahl)
- Pergamon nach dem Aristonikosaufstand. Untersuchungen zur Geschichte und zur Verwaltung des späten Attalidenreiches und der frühen Provinz Asia. Unpublizierte Dissertation, (Ost-)Berlin 1988.
- Der König und sein Land. Untersuchungen zur Herrschaft der hellenistischen Monarchen über das königliche Gebiet Kleinasiens und seine Bevölkerung, Akademie, Berlin 2008, ISBN 978-3-05-004474-3 (= Klio. Beiheft, Neue Folge, Band 14).
- Herausgeber mit Joachim Herrmann, Hansulrich Labuske und Ursula Peters: Friedrich Engels, Der Ursprung der Familie, des Privateigentums, der Familie und des Staats. Kritische Edition und Kommentar (2 Bände), Berlin 1990 (= Marx-Engels-Gesamtausgabe. Band I/29).
- Herausgeber mit Thomas Brüggemann, Burkhard Meißner, Angela Pabst und Oliver Schmitt: Studia hellenistica et historiographica. Festschrift für Andreas Mehl, Computus-Druck, Gutenberg 2010, ISBN 978-3-940598-09-7.